# Walk Em Down
Walk Em Down è un singolo del rapper statunitense NLE Choppa, pubblicato il 19 marzo 2020 come terzo estratto dal primo album in studio Top Shotta.

## Video musicale
Il video musicale, diretto da Christian Sutton, è stato reso disponibile il 19 marzo 2020 in concomitanza con l'uscita del singolo.

## Tracce
Testi e musiche di Bryson Potts, Carlos Daniel Muñoz, Cashmoneyap e Roddy Ricch.
1. Walk Em Down (feat. Roddy Ricch) – 2:53

## Formazione
Musicisti
- NLE Choppa – voce
- Roddy Ricch – voce aggiuntiva
- Cashmoneyap – programmazione
- Loshendrix – programmazione

Produzione
- Cashmoneyap – produzione
- Loshendrix – produzione
- Chris Athens – mastering
- Jaycen Joshua – missaggio
- Andrew Grossman – assistenza alla registrazione

## Classifiche

### Classifiche settimanali
| Classifica (2020) | Posizione massima |
| ----------------- | ----------------- |
| Canada            | 49                |
| Grecia            | 26                |
| Irlanda           | 65                |
| Lettonia          | 67                |
| Lituania          | 45                |
| Portogallo        | 92                |
| Regno Unito       | 85                |
| Stati Uniti       | 38                |

### Classifiche di fine anno
| Classifica (2020) | Posizione |
| ----------------- | --------- |
| Stati Uniti       | 100       |